# خالاسترا
كالاسترا (Χαλάστρα) هي بلدة وبلدية سابقة في مقاطعة سالونيك في اليونان. كانت تُعرف باسم كولوكيا Κουλουκιά (بالبلغارية كولاكيا Кулакия) قبل عام 1926. تم تغيير اسمها إلى خالاسترا في عام 1926، ثم إلى بيرغوس Πύργος في عام 1955 وعادت إلى خالاسترا في عام 1980. أصبحت جزءًا من بلدية دلتا بعد إصلاح الحكومة المحلية في عام 2011، وأصبحت وحدة بلدية داخلها. تقع المدينة على بعد 20 كم غربًا من مدينة سالونيك، على الجانب الشمالي من الطريق الوطني اليوناني رقم 1، بالقرب من نهر أكسيوس والخليج الثيرمى. تتكون الوحدة البلدية خالاسترا من كومونة خالاسترا وأناتوليكو. بلغ عدد السكان 9,859 نسمة حسب تعداد 2011، يعمل معظمهم في الزراعة والصناعات الصغيرة. تبلغ مساحة الوحدة البلدية 121.415 كيلومتر مربع، وتبلغ مساحة الكومونة 98.449 كيلومتر مربع.
ذُكر اسم خالاسترا في كتابات سترابو وهيرودوت وبليني، وكانت بلدة في منطقة ميجدونيا في مقدونيا القديمة، وتقع على الخليج الثيرمي عند مصب نهر أكسيوس، وكانت ملكًا للتراقيين ولديها ميناء. استقر جزء كبير من السكان في سالونيك عندما أسسها كاسندر.
خلال العصور الوسطى البيزنطية، كان اسم المنطقة «كامبانيا». وفي القرن التاسع عشر كان يسكنها خليط من السكان البلغار واليونانيين.